# Січ (УНР)
Січ — земля Української Народної Республіки. Адміністративно-територіальна одиниця найвищого рівня. Земський центр — місто Катеринослав Заснована 6 березня 1918 року згідно з Законом «Про адміністративно-територіальний поділ України», що був ухвалений Українською Центральною Радою. Скасована 29 квітня 1918 року гетьманом України Павлом Скоропадським, що повернув старий губернський поділ часів Російської імперії.

## Опис
До землі мали увійти Катеринославський повіт, частини Верхньодніпровського та Новомосковського повітів Катеринославської губернії і Олександрійського та частину Херсонського повіту Херсонської губернії.